# Medalles del Cercle d'Escriptors Cinematogràfics de 2013
La cerimònia de lliurament de les medalles del Cercle d'Escriptors Cinematogràfics de 2013 va tenir lloc el 3 de febrer de 2014 al Cine Palafox de Madrid i fou presentada per l'actriu Lidia San José i el dibuixant i actor Paco Sáez. Els premis tenien per finalitat distingir als professionals del cinema espanyol i estranger pel seu treball durant l'any 2013. Es van concedir un total de 19 premis. Es va concedir un premi homenatge a l'actriu i cantant Ana Belén.
A diferència d'altres anys, els guardons van estar molt igualats. La pel·lícula favorita, Vivir es fácil con los ojos cerrados de David Trueba, va guanyar tres medalles (millor pel·lícula, actriu revelació i guió original, fotografia, muntatge i música), però Caníbal de Manuel Martín Cuenca. en va obtenir quatre (director, actor, guió adaptat i fotografia) i Stokholm de Rodrigo Sorogoyen en va obtenir també tres (millor actriu, director revelació i actor revelació).
Després del lliurament de medalles es va projectar en primícia la pel·lícula Guillaume i els nois, a taula! de Guillaume Gallienne, qui també va anar a la cerimònia.

## Pel·lícules candidates
| Pel·lícula                             | Nominacions | Premis |
| -------------------------------------- | ----------- | ------ |
| Vivir es fácil con los ojos cerrados   | 7           | 3      |
| Stokholm                               | 7           | 3      |
| Caníbal                                | 6           | 4      |
| 15 años y un día                       | 6           | 0      |
| Ismael                                 | 4           | 0      |
| Todas las mujeres                      | 4           | 0      |
| Las brujas de Zugarramurdi             | 4           | 1      |
| Grand Piano                            | 3           | 2      |
| 3 bodas de más                         | 3           | 0      |
| Alacrán enamorado                      | 3           | 1      |
| La herida                              | 2           | 0      |
| Justin y la espada del valor           | 2           | 1      |
| La jaula de oro                        | 2           | 0      |
| La gran familia española               | 2           | 0      |
| La mula                                | 1           | 0      |
| Tots volem el millor per a ella        | 1           | 1      |
| Fill de Caín                           | 1           | 0      |
| Esto no es una cita                    | 1           | 0      |
| Gente en sitios                        | 1           | 0      |
| Zipi y Zape y el club de la canica     | 1           | 0      |
| Los amantes pasajeros                  | 1           | 0      |
| Guadalquivir                           | 1           | 1      |
| Mary's Land                            | 1           | 0      |
| El efecto K. El montador de Stalin     | 1           | 0      |
| Encierro                               | 1           | 0      |
| Futbolín                               | 1           | 0      |
| El extraordinario viaje de Lucius Dumb | 1           | 0      |
| Gegants, la llegenda de Tombatossals   | 1           | 0      |
| Hiroku. Defensores de Gaia             | 1           | 0      |

## Premis per categoria
| Millor pel·lícula | Millor direcció |
| --- | --- |
| - Vivir es fácil con los ojos cerrados - Caníbal - 15 años y un día - Stockholm | - Manuel Martín Cuenca per Caníbal - Gracia Querejeta per 15 años y un día - David Trueba per Vivir es fácil con los ojos cerrados - Eugenio Mira per Grand Piano                                                                                        |
| Millor actor protagonista | Millor actriu protagonista |
| - Antonio de la Torre Martín per Caníbal - Javier Cámara per Vivir es fácil con los ojos cerrados - Tito Valverde per 15 años y un día - Mario Casas per La mula | - Aura Garrido per Stockholm - Marián Álvarez per La herida - Nora Navas per Tots volem el millor per a ella - Inma Cuesta per 3 bodas de más - Belén Rueda per Ismael                                                                                   |
| Millor actor secundari | Millor actriu secundària |
| - Carlos Bardem per Alacrán enamorado - Sergi López i Ayats per Ismael - Juan Diego Botto per Ismael - Roberto Álamo per La gran familia española | - Terele Pávez per Las brujas de Zugarramurdi - Maribel Verdú per 15 años y un día - Verónica Echegui per La gran familia española - Michelle Jenner per Todas las mujeres - Petra Martínez per Todas las mujeres - Nathalie Poza per Todas las mujeres  |
| Premi actor revelació | Premi actriu revelació |
| - Javier Pereira per Stockholm - David Solans per Fill de Caín - Hovik Keuchkerian per Alacrán enamorado - Berto Romero per 3 bodas de más | - Natalia de Molina per Vivir es fácil con los ojos cerrados - Olimpia Melinte per Caníbal - Belén López (actriu) per 15 años y un día - Karen Martínez per La jaula de oro - Ella Kweku per Ismael - Virginia Rodríguez per Esto no es una cita         |
| Millor guió original | Millor guió adaptat |
| - David Trueba per Vivir es fácil con los ojos cerrados - Antonio Santos Mercero i Gracia Querejeta per 15 años y un día - Isabel Peña i Rodrigo Sorogoyen per Stokholm - Juan Cavestany per Gente en sitios                                                                                         | - Alejandro Hernández i Manuel Martín Cuenca per Caníbal - Santiago Zannou i Carlos Bardem per Alacrán enamorado - Alejandro Hernández i Mariano Barroso per Todas las mujeres - Francisco Roncal i Jorge A. Lara per Zipi y Zape y el club de la canica |
| Premi director revelació | Millor fotografia |
| - Rodrigo Sorogoyen per Stokholm - Fernando Franco per La herida - Manuel Sicilia per Justin y la espada del valor - Diego Quemada-Díez per La jaula de oro | - Pau Esteve Birba per Caníbal - Kiko de la Rica per Las brujas de Zugarramurdi - Daniel Vilar per Vivir es fácil con los ojos cerrados - Alejandro de Pablo per Stokholm                                                                                |
| Millor música | Millor muntatge |
| - Víctor Reyes per Grand Piano - Pat Metheny per Vivir es fácil con los ojos cerrados - Alberto Iglesias per Los amantes pasajeros - Joan Valent per Las brujas de Zugarramurdi | - José Luis Romeu per Grand Piano - Pablo Blanco Somoza per Las brujas de Zugarramurdi - Alberto de Toro per 3 bodas de más - Alberto del Campo per Stokholm                                                                                             |
| Millor llargmetratge d'animació | Millor documental |
| - Justin y la espada del valor, de Manuel Sicilia - Futbolín, de Juan José Campanella - El extraordinario viaje de Lucius Dumb, de Maite Ruiz de Austri - Gegants, la llegenda de Tombatossals, de Manuel García Pozo - Hiroku. Defensores de Gaia, de Saúl Barrero Ramos i Manuel González Mauricio | - Joaquín Gutiérrez Acha per Guadalquivir - Juan Manuel Cotelo per Mary's Land - Valentí Figueres per El efecto K. El montador de Stalin - Olivier van der Zee per Encierro                                                                              |
| Millor pel·lícula estrangera | |
| - Gravity, d'Alfonso Cuarón - 12 anys d'esclavitud, de Steve McQueen - Tôkyô kazoku, de Yoji Yamada - Amor, de Michael Haneke | |
| Medalla d'honor | |
| Ana Belén | |
| Medalla a la labor de promoció del cinema | |
| Enrique González Macho | |
| Medalla a la labor periodística i literària | |
| Carlos F. Heredero, historiador i crític. | |